# Осетинский язык
Осети́нский язы́к (самоназвание: ирон ӕвзаг, дигорон ӕвзаг) — язык осетин, относящийся к северо-восточной подгруппе иранской группы индоиранской ветви индоевропейских языков.
Распространён в Республике Северная Осетия — Алания и в частично признанной Республике Южная Осетия.
Согласно переписи населения 2002 года, осетинским языком в России на тот период владело 493 610 человек, из них — 472 560 осетин, 9388 русских, 1866 армян, 1107 кабардинцев и 737 ингушей. По данным переписи населения 2010 года, в России число говорящих на тот период — 451 431 человек, из них — 432 397 осетин, 8582 русских, 2454 грузин, 1368 армян, 664 кабардинцев и 320 ингушей.

## История
Современный осетинский язык сложился в результате внесения языка ираноязычных аланов, ушедших от нашествий монголо-татар и Тамерлана c предгорий Северного Кавказа в горы Центрального Кавказа, в среду проживавшего в этом районе аборигенного населения (говорившего, предположительно, на одном или нескольких кавказских языках).
По мнению С. Кулланды, скифский язык, вопреки распространённому мнению, не был тождествен сарматскому и потому не был предком осетинского языка.
Ещё первыми русскими и европейскими исследователями и путешественниками, посетившими Кавказ, было замечено явное отличие осетинского языка от языков соседних (кавказских и тюркских) народов. Долгое время вопрос о происхождении осетинского языка был дискуссионным и выдвигались самые разные гипотезы.
Долгая изоляция (осетины несколько веков были единственным индоевропейским народом в регионе) привела к тому, что осетинский язык обогатился необычными для индоевропейских языков явлениями в фонологии (абруптивные «смычно-гортанные» согласные), в морфологии (развитая агглютинативная падежная система), в лексике (слова с затемнённой этимологией, семантические параллели и явные заимствования из адыгских, нахско-дагестанских и картвельских языков) и синтаксисе (групповая флексия, система послелогов вместо индоевропейской системы предлогов, безаккузативная парадигма склонения).
Осетинский язык сохраняет следы древних контактов с германскими, тюркскими, славянскими и финно-угорскими языками.

## Сравнение с другими языками
Хотя осетинский язык относится к иранским языкам, от других иранских языков он сильно отличается. Даже родственные осетинскому по восточноиранской группе языки — ягнобский и пушту — значительно от него отличаются.
Теория скифо-сармато-аланского происхождения осетинского языка подтверждается, в частности, наличием в лексике и даже грамматике следов близких и продолжительных контактов со славянскими и германскими языками.
Наиболее похожим на осетинский является язык венгерских ясов (потомки аланов, переселившихся в Венгрию в XIII веке), из-за чего в англоязычной литературе ясский язык (ныне мёртвый) часто называется диалектом осетинского языка.

## Письменность

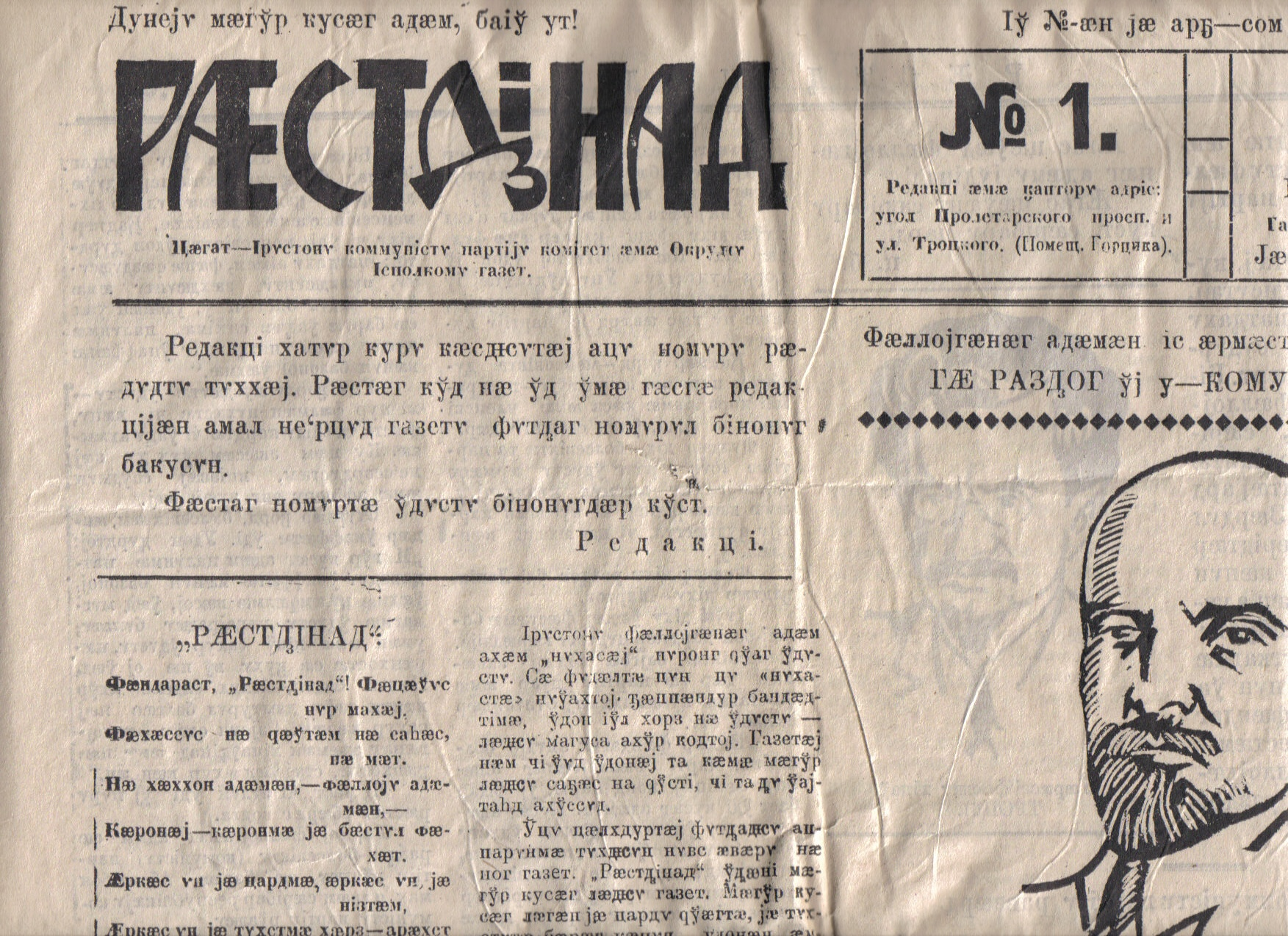
Первый осетинский алфавит на кириллической основе («шёгреновская азбука»). Первый номер газеты «Растдзинад», 14 марта 1923 год

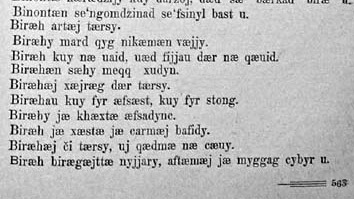
Часть страницы изданной в 1935 году в Сталинири книги с фольклорными текстами. Список пословиц

Осетинская письменность основана на базовой кириллице, дополненной лигатурой ӕ. За время своего существования несколько раз меняла свою графическую основу и неоднократно реформировалась.
Самый ранний из известных письменных образцов осетинского языка – это Зеленчукская надпись, датируемая X–XII веками и названная по имени реки, близ которой она была найдена. Текст написан греческим алфавитом с использованием специальных диграфов.
В 1937 году, после кратковременного эксперимента с внедрением латиницы, советская власть перевела осетинскую письменность (в Северной Осетии) на кириллицу, добавив диграфы дж, дз, къ, пъ, тъ, хъ, цъ и чъ взамен большинства диакритических знаков.
В 1938 году в Южной Осетии, на тот период входившей в состав Грузинской ССР, осетинская письменность была переведена на грузинскую графическую основу. В Северо-Осетинской АССР, входившей в РСФСР, с того же года вернулись к кириллице.
Буквы ё, ж, ш, щ, ъ, ь, э, ю, я используются в русскоязычных заимствованиях.
В XIX веке была найдена зеленчукская надпись (X век) с текстом на осетинском языке греческими буквами. В настоящее время могильная плита утеряна.
Зеленчукская надпись характеризуется постоянством передачи одних и тех же осетинских звуков одними и теми же греческими знаками, что говорит о существовании в этой области известных навыков и традиций.
До второй половины XVIII века сведений об осетинской письменности нет.
В целях распространения христианства среди осетин к концу XVIII века стали появляться осетинские переводы религиозных текстов. В 1798 году была издана первая осетинская печатная книга (катехизис), набранная кириллическим алфавитом. Другая попытка создания письменности произошла 20 лет спустя по другую сторону Кавказского хребта: Иван Ялгузидзе издал несколько церковных книг на осетинском языке, пользуясь грузинским алфавитом хуцури.
Современная осетинская письменность создана в 1844 году российским филологом финляндского происхождения Андреасом Шёгреном. С некоторыми изменениями она использовалась для печати первого перевода Четвероевангелия на осетинском языке (в иронской диалектной форме) в 1861 году, на ней выходили первые художественные произведения и периодические издания.
В 1923—1938 годах письменность была переведена на латинскую основу, с 1938 года в Северной Осетии — русская графика, в Южной Осетии — грузинский алфавит (с 1954 — русская графика). При переходе на русскую графику в 1938 году ряд символов шёгреновской азбуки был заменён диграфами (дз, дж, хъ и др.), а из символов, не входящих в русский алфавит, осталась только буква ӕ. Буква ӕ/ӕ является безошибочным определителем осетинских текстов: из всех кириллических алфавитов она есть только в осетинском.

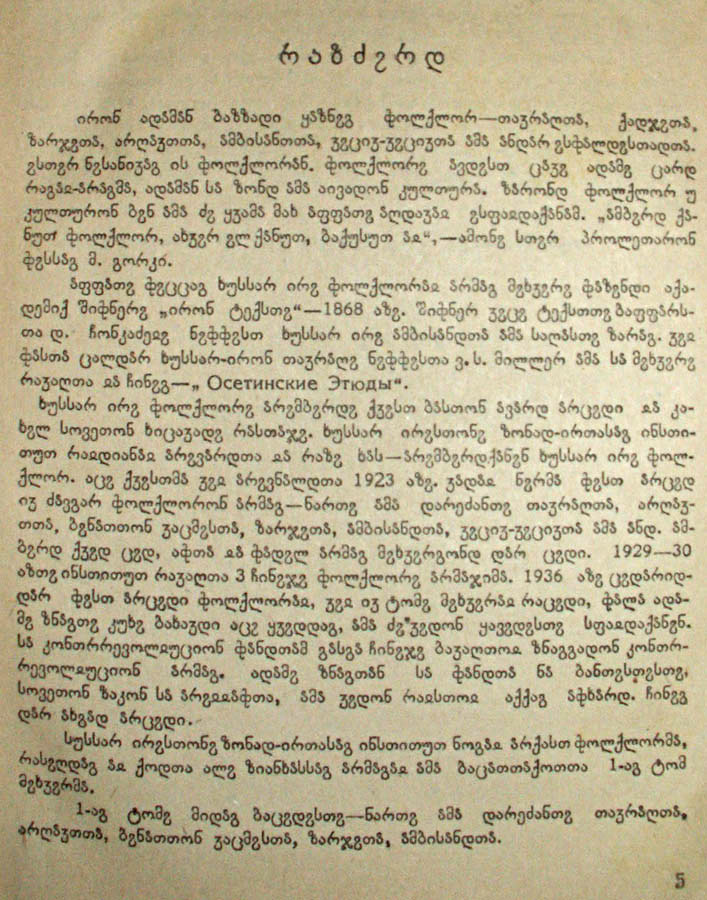
Предисловие к изданной в Сталинири в 1940 году книге «Хуссар Ирыстоны фолклор» («Юго-Осетинский фольклор»). Осетинский алфавит на базе грузинского. Дополнительный символ для обозначения фонемы ы в заголовке пятый слева

В современный осетинский алфавит входит 43 буквы (буквами считаются также диграфы дз, дж, гъ и другие), причём некоторые из них (ё, щ, ь, я и др.) встречаются только в заимствованиях из (или посредством) русского языка. Существуют предложения по оптимизации орфографии, в частности, профессор Т. Т. Камболов предлагает сократить осетинский алфавит на 16 знаков за счёт обозначения смычно-гортанных диакритическим знаком, а другие диграфы и символы в заимствованных словах «вывести из алфавита на уровень письма».
Современный осетинский алфавит:
| А а   | Ӕ ӕ | Б б   | В в | Г г | Гъ гъ | Д д   | Дж дж |  |
| Дз дз | Е е | Ё ё   | Ж ж | З з | И и   | Й й   | К к   |  |
| Къ къ | Л л | М м   | Н н | О о | П п   | Пъ пъ | Р р   |  |
| С с   | Т т | Тъ тъ | У у | Ф ф | Х х   | Хъ хъ | Ц ц   |  |
| Цъ цъ | Ч ч | Чъ чъ | Ш ш | Щ щ | Ъ ъ   | Ы ы   | Ь ь   |  |
| Э э   | Ю ю | Я я   |     |     |       |       |       |  |

## Диалектное членение
В осетинском языке выделяют два диалекта — диго́рский (распространён на западе Северной Осетии и в Кабардино-Балкарии) и иро́нский (на остальной территории Северной Осетии и в Южной Осетии, Грузии, а также Карачаево-Черкесии).

### Иронский (восточный) диалект
Иро́нский диале́кт (восто́чно-осети́нский) — один из двух основных диалектов осетинского языка (наряду с дигорским), распространённый среди восточных осетин (иронцев), субэтноса осетин.
В Южной Осетии иронский диалект представлен тремя говорами — кударским (основной по числу носителей), ксанским и урстуальским. Первый (называемый также кударо-джавским, джавским) характеризуясь регулярными переходами согласных (дз в дж и др.) и качеством гласных переднего ряда по всем основным фонетическим, морфологическим и лексическим признакам смыкается с иронским и противостоит дигорскому диалекту. В южных говорах больше грузинских заимствований, в северных на месте тех же заимствований — русские корни (например, «роза» на севере называется розӕ, а на юге уарди).
Некоторые авторы, такие как Г. С. Ахвледиани, Ю. А. Дзиццойты и И. Гершевич, выделяют кударо-джавского наречия в качестве третьего диалекта в осетинском языке (в частности, на основании особой парадигмы будущего времени глагола). И. Гершевич, кроме того, указывал на близость кударо-джавского с рядом скифских рефлексов, считая этот диалект потомком скифского, в отличие от иронского диалекта, который, по его мнению, является потомком сарматского. В свою очередь, Ф. Тордарсон полагал, что кударо-джавское наречие в некотором отношении представляет собой более архаичный диалект, в отличие от родственных ему северо-иронских, а Я. Харматта высказывал мнение о возможной связи некоторых рефлексов в старо-кудароджавском непосредственно с древнеиранскими.
Иронский диалект, с незначительными лексическими заимствованиями из дигорского, положен в основу литературного осетинского языка. На нём вещает Северо-Осетинское радио и телевидение, выходит ежедневная республиканская газета «Рӕстдзинад». Основоположником осетинской литературы считается поэт Коста Леванович Хетагуров (осет. Хетӕгкаты Къоста).

### Дигорский (западный) диалект
Диго́рский диале́кт (за́падно-осети́нский) — один из двух диалектов осетинского языка (наряду с иронским), распространённый среди дигорцев (субэтноса осетин), проживающих в Дигории — западной части Северной Осетии. Принадлежит к северо-восточной подгруппе иранской группы арийской (индоиранской) ветви индоевропейских языков.
До 1937 года дигорский диалект осетинского языка в РСФСР считался языком, для него был разработан специальный алфавит, основана литературная традиция. Однако в 1937 году дигорский алфавит был объявлен «контрреволюционным», а дигорский язык был вновь признан диалектом осетинского языка.
Сегодня на дигорском диалекте существуют литературная традиция, выходит газета «Дигори хабарттӕ» и литературный журнал «Ирӕф», издан объёмный дигорско-русский словарь, работает Дигорский драматический театр. Конституция Республики Северная Осетия — Алания по сути признаёт оба диалекта осетинского языка государственными языками республики, в ст. 15 говорится:

1. Государственными языками Республики Северная Осетия — Алания являются осетинский и русский.
2. Осетинский язык (иронский и дигорский диалекты) является основой национального самосознания осетинского народа. Сохранение и развитие осетинского языка являются важнейшими задачами органов государственной власти Республики Северная Осетия — Алания.

### Ясский диалект (язык)
Я́сский — вымерший диалект осетинского языка, на котором когда-то говорили в Венгрии. Единственная литературная запись ясского диалекта была найдена в 1950-х годах в Венгерской национальной библиотеке Сечени. Язык был реконструирован с помощью различных осетинских аналогий.
Диалект ясов родственен аланскому языку средневековья. Выражение dæ ban xorz соответствует западно-осетинскому dæ bon xwarz «добрый день», а также словам, данным у византийского писателя Цеца как аланские. Написание же ban даёт повод для заключения о том, что ещё в начале XV в. в языке венгерских алан ещё не произошёл переход a в о перед носовыми. В словарике также нет никаких гортанных звуков, развившихся в современном осетинском под влиянием кабардинского и ингушского, а также грузинского.

### Различия между диалектами
Дигорский и иронский диалекты осетинского языка различаются, в основном, в фонетике и лексике; в меньшей степени — в морфологии (в частности, расхождения в системе падежей и несовпадающий набор продуктивных словообразовательных суффиксов).
В дигорском, например, нет гласного /ы/ — иронскому /ы/ в дигорском диалекте соответствуют /у/ или /и/: мыд — муд «мёд», сырх — сурх «красный», цыхт — цихт «сыр». В дигорском не произошла палатализация заднеязычных к, г, къ с переходом в ч, дж, чъ соответственно; отсюда: ирон. чызг (из *кызг) — диг. кизгӕ «девушка», карчы (из карк-ы) — карки «курицы» (родительный падеж) и т. д.
Между диалектами есть большое число лексических расхождений. Это слова, которые в обоих диалектах абсолютно различны, слова созвучные, но с выходом за рамки обычных фонетических соответствий и слова, различающиеся употреблением. Среди совершенно различных в двух диалектах слов можно назвать гӕды — тикис «кошка», тӕбӕгъ — тефсег «тарелка», ӕвзӕр — лӕгъуз «плохой», рудзынг — къӕразгӕ «окно», ӕмбарын — лӕдӕрун «понимать» и другие. По данным М. И. Исаева, в дигорском диалекте до 2500 слов, которых нет в иронском.
Грамматические различия сводятся к отсутствию в дигорском комитатива (совместного падежа): ирон. ӕмбалимӕ — диг. ӕмбали хӕццӕ «с другом» (где -имӕ падежное окончание, а хӕццӕ — послелог). В остальном набор грамматических категорий совпадает, хотя во многом различны падежные и временные показатели (например, местный внешний падеж на -ыл в иронском и на -бӕл в дигорском: ӕвзагыл — ӕвзагбӕл «на языке»).
Во многих дигорских словах сохранился показатель именительного падежа -ӕ, утраченный в иронском диалекте: чызг — кизгӕ «девушка», мыст — мистӕ «мышь», мад — мадӕ «мать». В дигорском диалекте есть ряд суффиксов, которые не представлены в иронском, например, -гон (дон «вода», донгон «у воды»).
Оба осетинских диалекта, в свою очередь, делятся на говоры (см. кударо-джавское наречие осетинского языка).
Некоторые примеры соответствий между иронским и дигорским диалектами представлены в таблице:
| Иронский диалект            | Дигорский диалект               | Перевод                                      |
| --------------------------- | ------------------------------- | -------------------------------------------- |
| Байрай                      | Байрайӕ                         | «Привет»                                     |
| Куыд у?                     | Куд ӕй?                         | «Как дела?»                                  |
| Хорз                        | Хуарз                           | «Хорошо»                                     |
| Чи дӕ уарзы?                | Ка дӕ уарзуй?                   | «Кто тебя любит?»                            |
| Дӕ фыд чи у?                | Дӕ фидӕ ка ’й?                  | «Кто твой отец?»                             |
| Дӕ фыд кӕм и?               | Дӕ фидӕ кӕми ’й?                | «Где твой отец?»                             |
| Цы кӕныс?                   | Ци кӕнис?                       | «Что делаешь?»                               |
| Ме ’мбалимӕ рацу-бацу кӕнын | Ме ’нбали хӕццӕ рацо-бацо кӕнун | «C другом (подругой) прогуливаюсь»           |
| Стыр Хуыцауы хорзӕх нӕ уӕд! | Устур Хуцауи хуӕрзӕнхӕ нӕ уӕд!  | «Пусть нашей будет благодать Великого Бога!» |

Помимо двух основных диалектов, есть множество малочисленных говоров в районах Осетии, например, на западных окраинах Ирафского района, в селах присутствует множество слов, перешедших из кабардино-черкесского языка, например, осет. уасхӕ «клятва» — кабард.-черк. уащхъуэ, осет. феце «убогий» — кабард.-черк. фейцей, осет. тъасхӕ «разведка» — кабард.-черк. тъасхъэ. В южных границах довольно много слов и звуков, перешедших из грузинского языка. На восточных окраинах осетинской равнины — в частности, в селениях Цалык, Раздзог и Старый Батако, у жителей прочно основались множество слов и прерывистые звуки, перетекшие из чеченского и ингушского языков, и во множестве осетинских слов ударение перешло на первый слог. Например, слово «изобилие» произносится как баркӕд, в то время как в остальной части Осетии говорят бӕркад; «работа» — болх/куыст (имеется в виду ручной труд); «надгробный камень» — чырт, а в остальной Осетии — цырт/цирт; «грива» — хъес, близкое чеченскому кхес, отсутствующее в осетинском языке; «дело» — хилӕ, близкое чеченскому хилла, отсутствующее в осетинском языке; рез «довольство, удовлетворение» созвучно с чеченским рез и близкое ингушскому раьз, на осетинском — рӕз; балӕ «забота, переживание» близко чеченскому бала, отсутствующее в осетинском.

### Языканатолийских осетин
В 1860-х годах значительная группа осетин-мусульман, вместе с представителями других кавказских народов, переселилась в Османскую империю. Потомки переселенцев и сегодня проживают в крупных турецких городах и в сельских районах у городов Карс, Муш, Эрзурум и других. По сведениям Ф. Тордарсона, численность анатолийских осетин в 1970-х годах составляла 4—5 тысяч человек.
В условиях оторванности от основного ареала языка осетинский язык в Турции приобрёл ряд особенностей. Так, синтетическое будущее время с суффиксом -дзы- стало использоваться как турецкий аорист II, а в качестве будущего времени используются сложные конструкции вида фенинаг дӕн «увижу» (вместо фендзынӕн). Существительные при числительных выступают в именительном падеже (как в турецком языке): фондз бон (вместо фондз боны, как в кавказском осетинском).

## Лингвистическая характеристика
Осетинский язык — один из немногих индоевропейских языков, издавна бытующих на Кавказе. Испытав влияние других кавказских и тюркских языков, он обогатился некоторыми их особенностями:
- несвойственная иранским языкам богатая система агглютинативного склонения[35];
- двадцатеричный счёт[36];
- три времени в сослагательном наклонении глагола;
- почти полное отсутствие предлогов (их всего три: ӕд «с», ӕнӕ «без», фӕйнӕ «по») при активном использовании послелогов;

и другие.

### Фонетика и фонология
Общее количество фонем в современном осетинском языке — 35: 7 гласных, 2 полугласных, остальные — согласные.

#### Гласные
|                       | Передний ряд | Средний ряд | Задний ряд |
| --------------------- | ------------ | ----------- | ---------- |
| Верхний подъём        | и /i/        |             | у /u/      |
| Средне-верхний подъём |              | ы /ɘ/       |            |
| Средний подъём        | е /e/        |             | о /o/      |
| Нижний подъём         |              | а /a/ ӕ /ɐ/ |            |

#### Согласные
Не имеют соответствия в иранских языках осетинские смычно-гортанные согласные (обозначаемые на письме как къ, пъ, тъ, цъ и чъ). Особенно часто эти согласные встречаются в заимствованиях из других кавказских языков и в словах с затемнённой этимологией (предположительно субстратных): къуыри «неделя», чъири «пирог», чъыр «известь», битъына «мята» и др.
|               |                 | Губные     | Зубные/ альвеолярные | Постальвеолярные/палатальные | Заднеязычные | Заднеязычные    | Увулярные | Увулярные |
| простые       | лабиолизованные | Губные     | Зубные/ альвеолярные | Постальвеолярные/палатальные | простые      | лабиолизованные |           |           |
| ------------- | --------------- | ---------- | -------------------- | ---------------------------- | ------------ | --------------- | --------- | --------- |
| Взрывные      | звонкие         | б /b/      | д /d/                |                              | г /ɡ/        | гу /ɡʷ/         |           |           |
| Взрывные      | глухие          | п /pʰ/~/p/ | т /tʰ/~/t/           |                              | к /kʰ/~/k/   | ку /kʷʰ/~/kʷ/   | хъ /q/    | хъу /qʷ/  |
| Взрывные      | абруптивные     | пъ /pʼ/    | тъ /tʼ/              |                              | къ /kʼ/      | къу /kʼʷ/       |           |           |
| Аффрикаты     | звонкие         |            | дз /z/~/d͡z/          | дж /d͡ʒ/                      |              |                 |           |           |
| Аффрикаты     | глухие          |            | ц /s/~/t͡s/           | ч /t͡ʃ/                       |              |                 |           |           |
| Аффрикаты     | абруптивные     |            | цъ /t͡sʼ/             | чъ /t͡ʃʼ/                     |              |                 |           |           |
| Фрикативные   | звонкие         | в /v/      | з /ʒ/~/z/            | з /ʒ/~/z/                    |              |                 | гъ /ʁ/    |           |
| Фрикативные   | глухие          | ф /f/      | с /ʃ/~/s/            | с /ʃ/~/s/                    |              |                 | х /χ/     | ху /χʷ/   |
| Носовые       | Носовые         | м /m/      | н /n/                |                              |              |                 |           |           |
| Латеральные   | Латеральные     |            | л /ɫ/~/l/            |                              |              |                 |           |           |
| Ротические    | Ротические      |            | р /r/                |                              |              |                 |           |           |
| Аппроксиманты | Аппроксиманты   |            |                      | й /j/                        |              | у /w/           |           |           |

#### Просодия
Ударение — фразовое (синтагматическое), падает на первый или второй слог синтагмы, в зависимости от качества слогообразующей гласной в первом слоге.

### Морфология
Осетинскому языку свойственны агглютинативное склонение имён (выделяют 9 или 8 падежей, в зависимости от критериев; богатая падежная система — предположительно кавказское влияние) и флективное спряжение глагола.
Множественное число образуется регулярно при помощи суффикса -т- (в именительном падеже с окончанием -ӕ): лӕг «мужчина» — лӕгтӕ «мужчины», дур «камень» — дуртӕ «камни». При образовании множественного числа возможны чередования в основе: чиныг «книга» — чингуытӕ «книги», ӕвзаг «язык» — ӕвзӕгтӕ «языки», зарӕг «песня» — зарджытӕ «песни».
Самым распространённым грамматическим средством, как и в русском языке, является аффиксация (суффиксация в большей степени, чем префиксация).
Система глагола сохранила иранский характер. В частности, в системе времён существуют две основы — настоящего и прошедшего времени — восходящие к древнеиранской основе настоящего времени и к древнеиранскому прошедшему причастию пассивного залога, соответственно. Сохранены четыре наклонения: изъявительное, повелительное, желательное и условное. Старый каузатив проявляется в некоторых парных глаголах с подъёмом гласного (ӕ → а): мӕлын «умирать» — марын «убивать»; кӕлын «литься, течь» — калын «лить». Сохранилась также основная часть иранских глагольных приставок (превербов), которые приобрели дополнительное пространственное значение.

#### Падеж
Осетинский язык имеет 9 падежей, однако в современном литературном осетинском языке используется только 8.
| Падеж                       | Окончания в ед. ч. | Окончания во мн. ч. | Вопросительные формы          |
| --------------------------- | ------------------ | ------------------- | ----------------------------- |
| Именительный                | -                  | -                   | Кто? что? кого? что?          |
| Родительный                 | -ы / -и            | -ты / -ти           | Кого? Чего?                   |
| Дательный                   | -ӕн                | -тӕн                | Кому? Чему?                   |
| Направительный              | -мӕ                | -тӕмӕ               | К кому? К чему? Куда?         |
| Отложительный               | -ӕй(ӕ)             | -тӕй                | От кого? От чего? Откуда?     |
| Местно-внутренний (запад.)  | - / -и             | - / -ти             | Где? В ком? В чём?            |
| Местно-внешний              | -ыл / -бӕл         | -тыл / -тӕбӕл       | На ком? О ком? На чём? О чём? |
| Уподобительный              | -ау                | -тау                | Как кто? Как что? Где?        |
| Совместный (союз) (восточ.) | -имӕ / -           | -тимӕ / -           | С кем? С чем?                 |

### Лексика
Цвета на осетинском языке:
| Русский      | Осетинский (восточ. / запад.) | Пример |
| ------------ | ----------------------------- | ------ |
| «Красный»    | Сырх / Сурх                   |        |
| «Жёлтый»     | Бур / Бор                     |        |
| «Зелёный»    | Кӕрдӕгхуыз / Кӕрдӕгхуз        |        |
| «Синий»      | Цъӕх / Цъӕх, ӕрвхуз           |        |
| «Белый»      | Урс / Уорс                    |        |
| «Серый»      | Цъӕх / Цъӕх, сӕггъуз          |        |
| «Чёрный»     | Сау / Сау                     |        |
| «Коричневый» | Морӕ / Мора                   |        |

## История изучения
Фундамент осетиноведческих исследований заложили воспоминания и дневники путешественников XVIII века, которые посетили Осетию в то время. Среди них труды Н. Витсена, И. А. Гюльденштедта, Я. Рейнеггса. Наиболее значительным вкладом в создание как источниковой, так и теоретической базы для осетиноведческой науки стал труд «Путешествие на Кавказ и в Грузию» известного немецкого ориенталиста Ю. фон Клапрота, изданный в 1812 году. Фон Клапрот впервые выдвинул предположение о преемственности осетинского и аланского языков и определил дигорский тип речи как диалект осетинского языка, а не как отдельный язык.
Работы фон Клапрота заинтересовали других исследователей. Так, российский исследователь финского происхождения Андреас Шёгрен решает отправиться в Осетию, чтобы на месте приложить «всевозможное старание о самом точнейшем и подробнейшем узнании внутреннего духа и устройства языка во всем его грамматическом составе и объёме с самых первых звучных элементов до высшего настоящего развития в синтаксическом употреблении». Шёгрен находился на Кавказе в 1835—1836 годах. За это время он побывал в разных районах Осетии, ознакомился с различными сторонами жизни и быта осетин. Он глубоко изучил осетинский язык в его «тагаурской» форме (иронский диалект), он придавал большое значение изучению дигорского диалекта, архаичность форм которого Шёгрен впервые установил. Основные результаты исследований Шёгрена были опубликованы в Санкт-Петербурге в 1844 году.
Следующий этап развития осетинских исследований связан с именем В. Ф. Миллера (1848—1913). В трудах Миллера («Осетинские этюды»: 1881, 1882, 1887) окончательно установлен иранский характер осетинского языка и его место среди индоевропейских языков. Им заложены научные основы истории осетинского языка и создана база изучения осетинского фольклора.
И. М. Абаев опубликовал несколько работ об ударении в осетинском языке и статью о «Едином литературном языке для всех диалектических ветвей осетинского народа». Абаев в этой статье высказывается за признание единого литературного языка для всех осетин.
Большой вклад в современное осетиноведение внёс его сын В. И. Абаев. Диапазон его исследований охватывает почти все стороны языковой структуры, в каждой из которых ему удалось выйти на новый уровень описания и систематизации. Абаевым было предложено разделение осетинских гласных на «сильные» и «слабые». Абаев установил двоякую ирано-кавказскую природу осетинского языка, выдвинул теорию «кавказского субстрата». Главным трудом учёного признаётся «Историко-этимологический словарь осетинского языка» (издан в четырёх томах, с 1958 по 1989 год). Об этом словаре пишет известный иранист М. И. Исаев:

Венцом всестороннего изучения осетин, основным итогом глубокого исследования вопросов фонетики и морфологии, лексики и лексикографии, диалектологии и контактов, субстрата, изоглосс и истории… явился основной труд всей его жизни — «Историко-этимологический словарь осетинского языка»….

Исследователь осетинского языка Т. Т. Камболов так оценивает значение словаря Абаева:

Значение этой работы выходит далеко за рамки не только осетиноведения и иранистики, но даже индоевропейского языкознания, открывая новые страницы истории тюркских, кавказских, финно-угорских и других языков.

В настоящее время исследование осетинского языка продолжается на базе Северо-Осетинского института гуманитарных и социальных исследований (СОИГСИ) и Юго-Осетинского научно-исследовательского института, а также в профильных учебных заведениях (факультет осетинской филологии СОГУ и другие).

## Книгоиздательство на осетинском языке

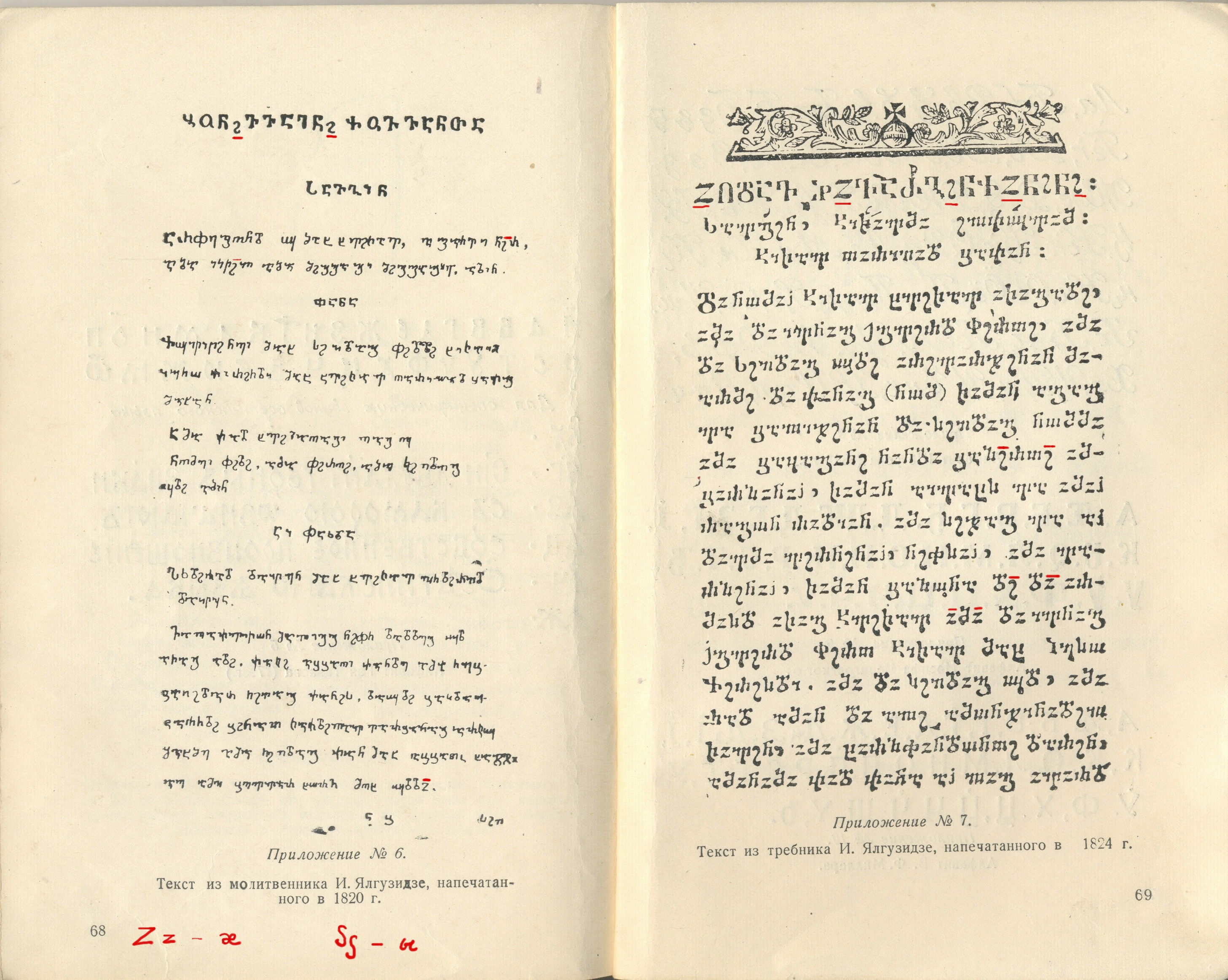
Текст осетинской религиозной книги Иалгузидзе на грузинском хуцурском алфавите, 1824

В 1844 году была опубликована «Осетинская грамматика» Андреаса Шёгрена, в которой был представлен проект осетинского алфавита на основе гражданской кириллической азбуки.
За весь XIX век на осетинском языке были изданы 43 книги, из них религиозного содержания (переводных) — 24, учебных — 13, этнографических — 3, художественных — 3 (А. Кубалов «ӕфхӕрдты Хӕсана», Б. Гуржибеков «Сахи рӕсугъд», К. Хетагуров «Ирон фӕндыр»).
С 1901 по 1917 год вышло 41 издание на осетинском языке. При этом отмечается расширение тематики: наука, фольклор, религия, драматургия, поэзия, медицина, учебная литература по осетинскому языку, проза, детская литература, филология, этнография, экономика, история.
После революции и гражданской войны книгоиздательство возобновилось в 1921 году. Уже с 1931 года на осетинском языке выходило около тридцати наименований книг в год.
Однако уже в конце 1940-х намечается постепенное сокращение тематических сфер.
С 1960-х годов издавались только проза, учебная литература по осетинскому языку, поэзия, публицистика, партийные документы, фольклор. Этот тематический спектр сохраняется до настоящего времени, за исключением партийных документов — их сменили другие официальные публикации.
В 2007 году филологом и фольклористом Федаром Таказовым был закончен полный перевод Корана на осетинский (дигорский) язык.
21 августа 2010 года был представлен перевод Библии на осетинский (иронский) язык, осуществлённый Свидетелями Иеговы. Сейчас группой из нескольких человек, в числе которых осетинскими поэтами Казбеком Мамукаевым, Лизой Кочиевой, под патронажем Российского библейского общества, готовится новый перевод Библии. К настоящему времени уже переведён и издан Новый завет.
В 2011 году был выпущен православный молитвослов на осетинском языке (иронский диалект)

## Осетинская Википедия
Существует раздел Википедии на осетинском языке («Осетинская Википедия»), первая правка в нём была сделана в 2005 году. По состоянию на 17:12 (UTC) 18 августа 2025 года раздел содержит 21 171 статью (общее число страниц — 75 889); в нём зарегистрировано 26 778 участников, трое из них имеют статус администратора; 26 участников совершили какие-либо действия за последние 30 дней; общее число правок за время существования раздела составляет 588 081.

### Видео
Осетинский язык — Олег Беляев / ПостНаука (24.03.2021)